# Lamoraal I van Ligne
Lamoraal van Ligne (19 juli 1563 - Brussel, 5 februari 1624) was een Zuid-Nederlands diplomaat en militair uit het huis Ligne in Habsburgse dienst.

## Biografie
Lamoraal wordt geboren als oudste zoon van Filips, tweede graaf van Ligne, en Margaretha van Lalaing.
Bij de dood van zijn vader in 1583 wordt hij de derde graaf van Ligne.
Op eenentwintigjarige leeftijd huwt hij met Anna Maria van Melun, waardoor hij aanspraak kan maken op de titels prins van Épinoy en markies van Roubaix.
In 1597 verdedigt hij het graafschap Artesië tegen aanvallen van Hendrik IV van Frankrijk.
In 1599 wordt hij door koning Filips III van Spanje benoemd tot ridder van het Gulden Vlies (brevet nr. 294). Hij ontvangt de ordeketen uit handen van aartshertog Albrecht.
Als ambassadeur in Warschau overhandigt hij namens Filips III de ordeketen aan koning Sigismund III van Polen.
In 1601 krijgt Lamoraal van keizer Rudolf II de titel van vorst van het Heilig Roomse Rijk. Het diploma vermeldt over het huis Ligne: Hæc domus nulli antiquitate et decore familiarum nobilissimarum etiam regalium cedit. (Dit huis moet qua ouderdom en luister niet wijken voor de edelste, zelfs koninklijke, families.)
Albrecht en Isabella verheffen het jaar nadien het graafschap Ligne tot prinsdom.
Hij wordt lid van de Raad van State en werd belast met ambassades bij keizer Rudolf II, bij koning Filips III, en bij de Franse koningen Hendrik IV en Lodewijk XIII. 
Hij maakt de plechtige felicitaties over aan Lodewijk XIII ter gelegenheid van diens huwelijk met Anna van Oostenrijk.
In 1610 wordt hij stadhouder van Artesië.
Koning Filips IV van Spanje benoemt hem in 1621 tot erfelijk grande van Spanje omwille van zijn verdiensten voor de Kroon.
Na zijn overlijden wordt hij begraven in Belœil. Omdat zijn zoon Floris vóór hem is overleden, wordt hij opgevolgd door zijn kleinzoon Albert Henri.

## Huwelijk en kinderen
Uit zijn huwelijk met Anna Maria van Melun, overleden in 1634, kwamen de volgende kinderen voort:
- Yolande (1585-1611), gehuwd met hertog Karel Alexander van Croÿ (1581-1624)
- Alexander (1587-1588)
- Floris (1588-1622)
- Anna (?-1651), gehuwd met Felipe de Cordona, markies van Guadelesta
- Lambertina (1593-1651), achtereenvolgens gehuwd met Filibert de la Baume, markies van Saint-Martin-le-Chatel, Christof von Ostfriesland, Jean-Baptiste de la Baume
- Ernestina Yolanda (1594-1668), gehuwd met graaf Jan VIII van Nassau-Siegen

## Voorouders
| Voorouders van Lamoraal I van Ligne | Voorouders van Lamoraal I van Ligne                            | Voorouders van Lamoraal I van Ligne                            | Voorouders van Lamoraal I van Ligne                           | Voorouders van Lamoraal I van Ligne                           | Voorouders van Lamoraal I van Ligne                               | Voorouders van Lamoraal I van Ligne                               | Voorouders van Lamoraal I van Ligne                               | Voorouders van Lamoraal I van Ligne                               |
| ----------------------------------- | -------------------------------------------------------------- | -------------------------------------------------------------- | ------------------------------------------------------------- | ------------------------------------------------------------- | ----------------------------------------------------------------- | ----------------------------------------------------------------- | ----------------------------------------------------------------- | ----------------------------------------------------------------- |
| Overgrootouders                     | Anton van Ligne (1474-1532) ∞ Philipotte van Luxemburg (-1525) | Anton van Ligne (1474-1532) ∞ Philipotte van Luxemburg (-1525) | Jan II van Wassenaer (1483-1523) ∞ Josina van Egmond (-)      | Jan II van Wassenaer (1483-1523) ∞ Josina van Egmond (-)      | Karel I van Lalaing (1466-1525) ∞ Jacoba van Luxemburg (-)        | Karel I van Lalaing (1466-1525) ∞ Jacoba van Luxemburg (-)        | Willem van Rennenberg (-) ∞ Cornelia van Culemborg (-)            | Willem van Rennenberg (-) ∞ Cornelia van Culemborg (-)            |
| Grootouders                         | Jacob van Ligne (1503-1552) ∞ Maria van Wassenaer (-1544)      | Jacob van Ligne (1503-1552) ∞ Maria van Wassenaer (-1544)      | Jacob van Ligne (1503-1552) ∞ Maria van Wassenaer (-1544)     | Jacob van Ligne (1503-1552) ∞ Maria van Wassenaer (-1544)     | Filips van Lalaing (1510-1555) ∞ Anna van Rennenberg (1521-1583?) | Filips van Lalaing (1510-1555) ∞ Anna van Rennenberg (1521-1583?) | Filips van Lalaing (1510-1555) ∞ Anna van Rennenberg (1521-1583?) | Filips van Lalaing (1510-1555) ∞ Anna van Rennenberg (1521-1583?) |
| Ouders                              | Filips van Ligne (1533-1583) ∞ Margaretha van Lalaing (-1598)  | Filips van Ligne (1533-1583) ∞ Margaretha van Lalaing (-1598)  | Filips van Ligne (1533-1583) ∞ Margaretha van Lalaing (-1598) | Filips van Ligne (1533-1583) ∞ Margaretha van Lalaing (-1598) | Filips van Ligne (1533-1583) ∞ Margaretha van Lalaing (-1598)     | Filips van Ligne (1533-1583) ∞ Margaretha van Lalaing (-1598)     | Filips van Ligne (1533-1583) ∞ Margaretha van Lalaing (-1598)     | Filips van Ligne (1533-1583) ∞ Margaretha van Lalaing (-1598)     |
| Lamoraal I van Ligne (1563-1624)    |                                                                |                                                                |                                                               |                                                               |                                                                   |                                                                   |                                                                   |                                                                   |